# Papel verjurado

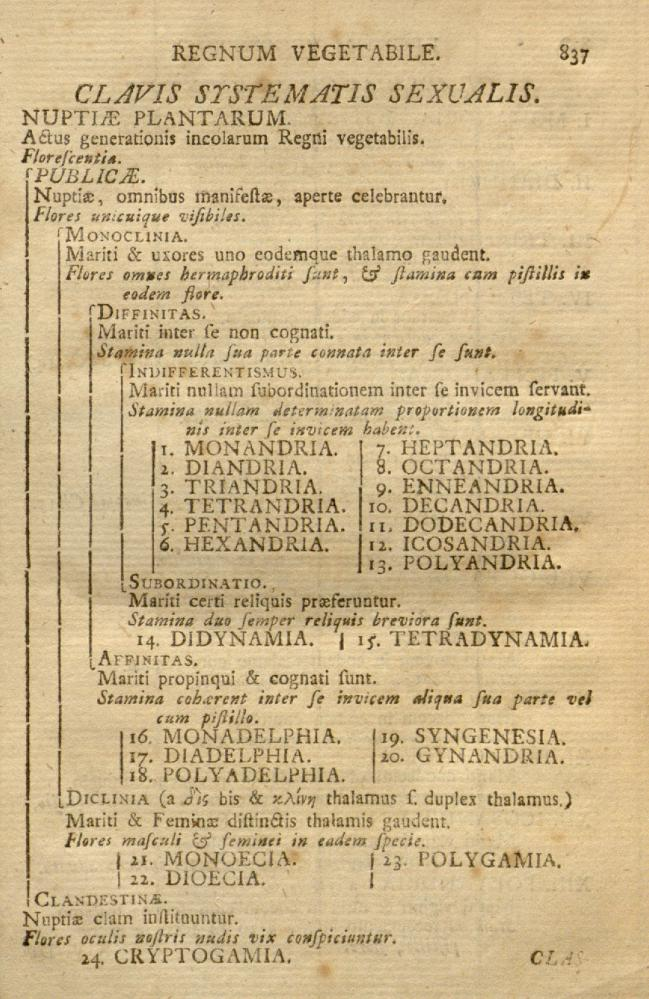
Ejemplo de papel verjurado anterior a la era del papel industrial. En él pueden verse el detalle de las estrías horizontales (verguetas).

El papel verjurado (denominado también como papel vergueteado y papel listado) es una elaboración especial del papel de buena calidad que se caracteriza en su acabado por la aparición de unas leves marcas transversales de grosor variable en su superficie, visibles incluso al trasluz. Estas líneas son causadas por un cilindro de filigrana (red metálica) que lleva alambre durante la fabricación del papel. La denominación puede provenir de la lengua catalana que pasa al francés como: papier vergé; es por esta razón por la que se denomina también papel vergé. Se trata de un papel elaborado según un método antiguo que en el siglo XIX d. C. se sustituyó por el papel vitela, inventado en los años 1780. En la actualidad el papel verjurado se emplea en la elaboración de libros de edición limitada y en material de soporte gráfico para las obras de bellas artes.

## Historia
En la era preindustrial de la fabricación del papel, es decir, en el periodo que va desde el siglo XII d. C. al siglo XIX d. C. los papeles verjurados se producían mediante un alambre que se encontraba enrollado al cilindro que al presionar la pasta del papel producía este patrón característico de ondulación sobre la superficie del papel. Dicho patrón era de líneas paralelas en sentido transversal a la hoja de papel (vergueteado), se denominaba a la forma verjurada. En los procesos  más modernos de elaboración de papel el verjurado se imita mediante la inserción de una marca de agua especial que se aplica en el proceso de prensado y elaboración de las hojas de papel. Su uso suele ser indicativo de un empleo de papel de buena calidad, que suele ser más resistente.